# Acebedo del Río
Acebedo del Río (llamada oficialmente San Xurxo de Acevedo do Río) es una parroquia del municipio español de Celanova, en la provincia de Orense, Galicia.

## Toponimia
La parroquia también es conocida por los nombres de San Jorge de Acebedo y San Jorge de Acebedo del Río.

## Historia
Perteneció al municipio del mismo nombre, que en 1968 se incorporó al municipio de Celanova.

## Geografía humana

### Organización territorial
La parroquia está formada por quince entidades de población:
- Casal (O Casal)
- Cavadoiro
- Cerdedo[10]
- Hermide (Ermide)
- Las Chousas (As Chousas)
- Las Lamas (As Lamas)
- Los Prados (Os Prados)
- Outeiro
- Pazo de Chouzas (Pazo das Chousas)(Pazo de Chousas)
- San Ciprián (San Cibrao)
- Tellado (O Tellado)
- Terrado (O Terrado)
- Trasmiras
- Villaverde (Vilaverde)
- Xamirás

### Demografía
| Gráfica de evolución demográfica de Acebedo del Río entre 1842 y 1960 |
| |
| Población de derecho según los censos de población del INE Población de hecho según los censos de población del INEEn estos censos se denominaba Acebedo: 1842, 1860, 1877, 1887, 1897, 1900 y 1910 En este censo se denominaba Acevedo: 1857 Entre el censo de 1970 y el anterior, este municipio desaparece porque se integra en el municipio 32024 (Celanova) |

| Gráfica de evolución demográfica de Acebedo del Río entre 2000 y 2022 |
|                                                                       |
| Datos según el nomenclátor publicado por el INE.                      |